# Gare d'Arcomie
La gare d'Arcomie est une ancienne gare ferroviaire française de la ligne de Béziers à Neussargues (dite aussi ligne des Causses), située à Arcomie, sur le territoire de la commune des Monts-Verts, dans le département de la Lozère en région Occitanie.
Elle est mise en service en 1888 par la Compagnie des chemins de fer du Midi et du Canal latéral à la Garonne (Midi) et fermée dans la deuxième moitié du XXe siècle.

## Situation ferroviaire
Établie à 1 054 mètres d'altitude, la gare d'Arcomie est située au point kilométrique (PK) 660,600 de la ligne de Béziers à Neussargues entre les gares de Saint-Chély-d'Apcher et de Loubaresse (fermée).
Une sous station électrique est présente (voir photo ci-dessous).

## Histoire
La station d'Arcomie est mise en service le 27 mai 1888 par la Compagnie des chemins de fer du Midi et du Canal latéral à la Garonne, lorsqu'elle ouvre à l'exploitation la section de Saint-Chély à Saint-Flour.
La gare est fermée par la Société nationale des chemins de fer français (SNCF) dans la deuxième moitié du XXe siècle.

## Patrimoine ferroviaire
L'ancien bâtiment voyageurs du service ferroviaire.

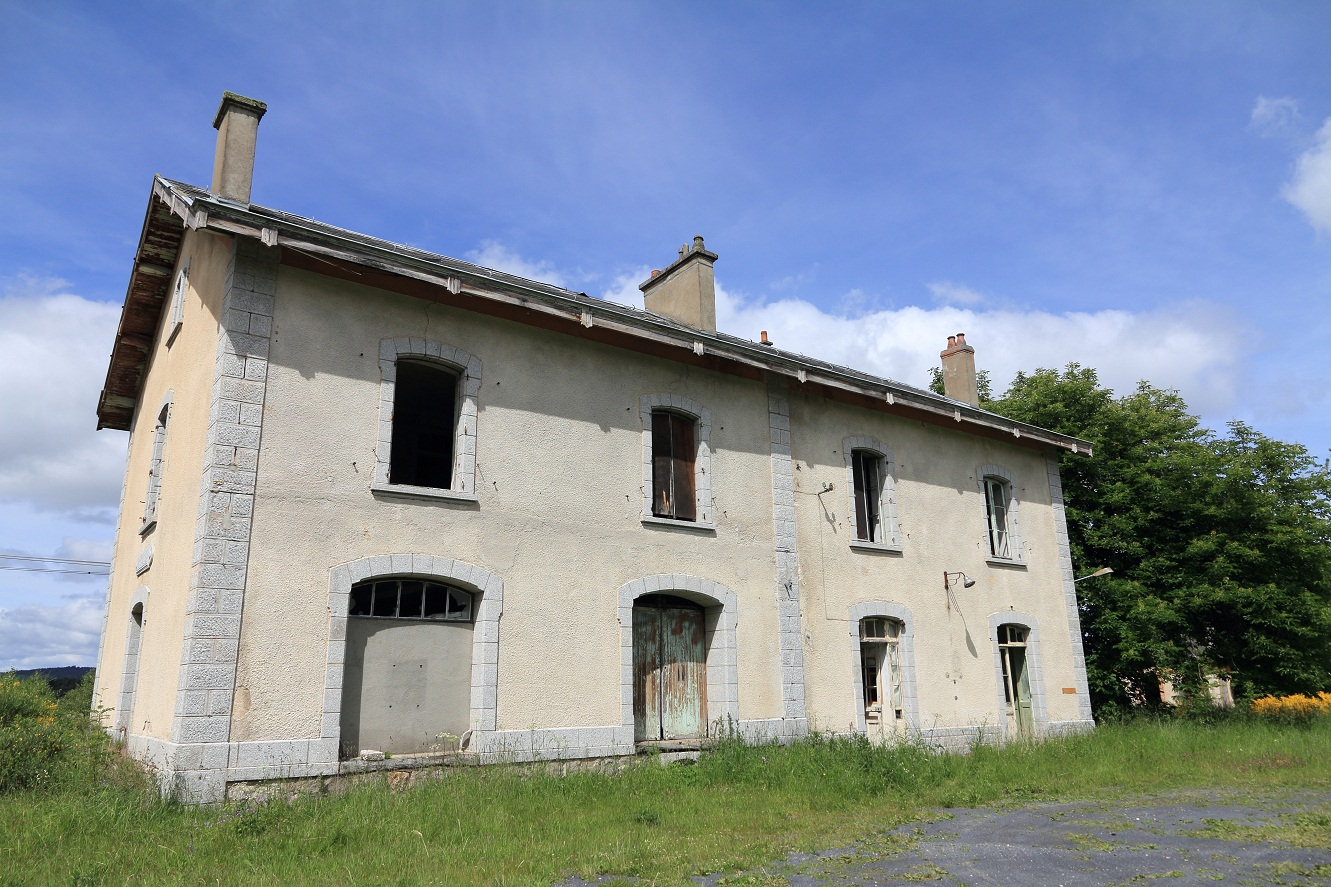
Vue du bâtiment voyageurs en juin 2011.
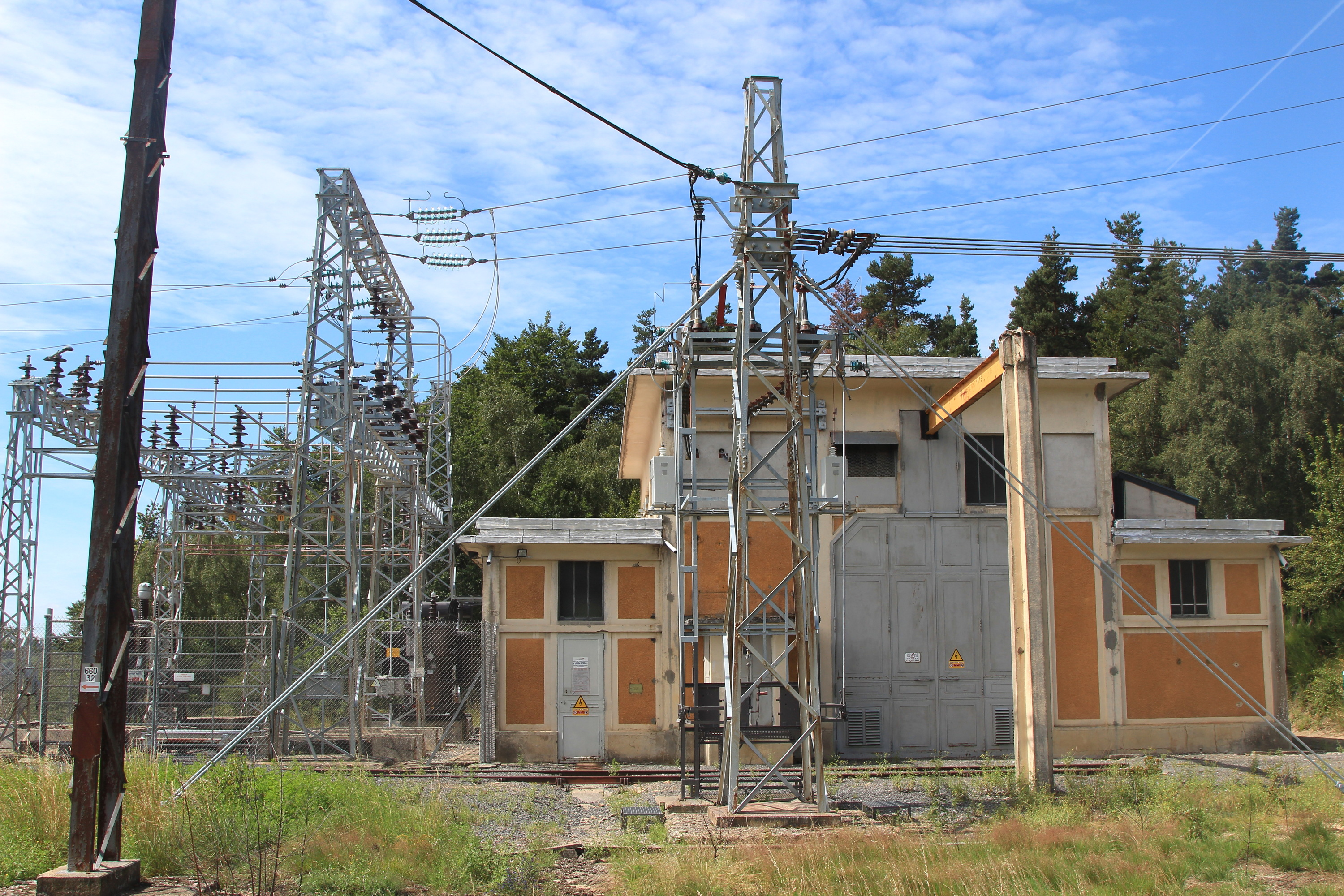
Sous station.
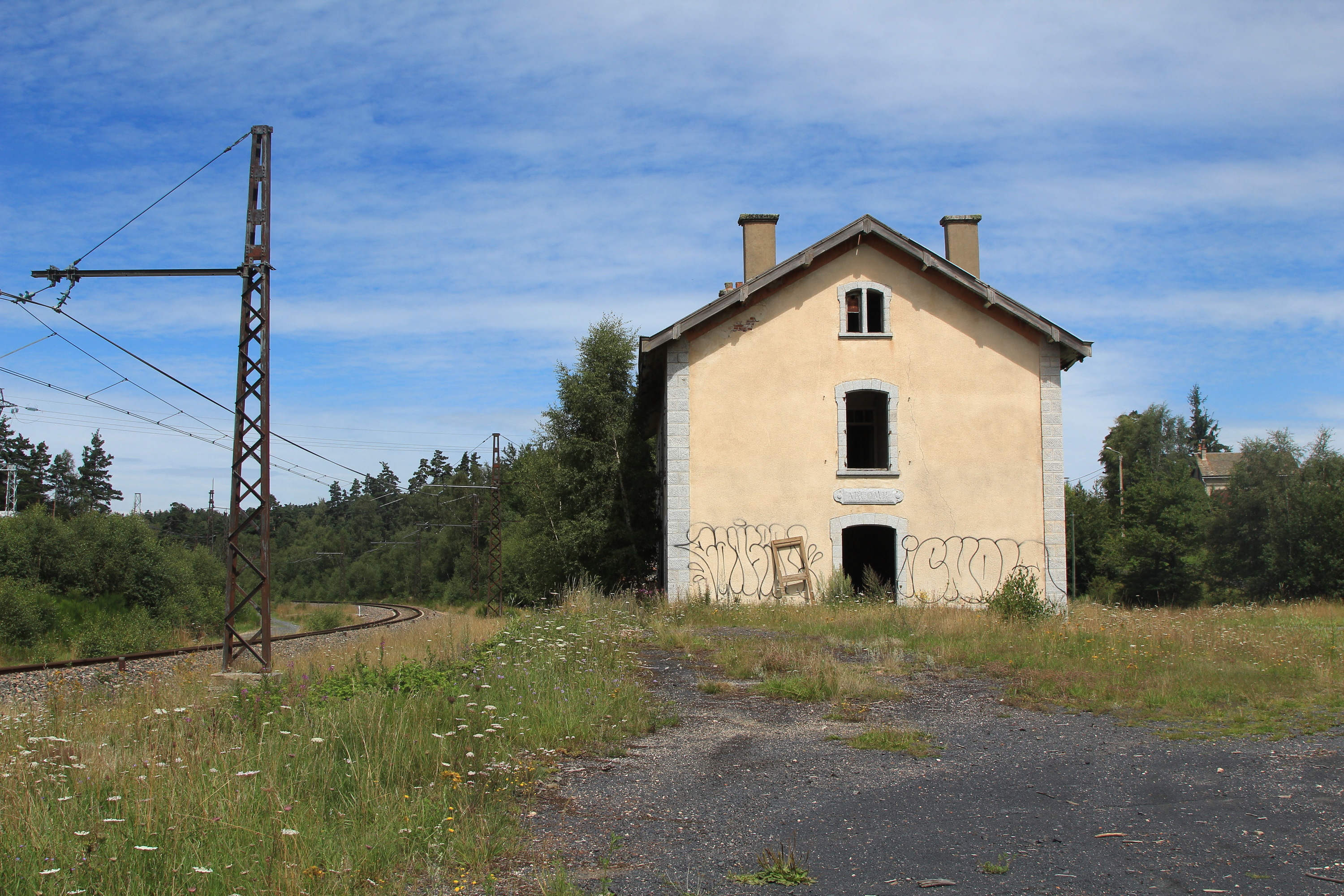
Ancien bâtiment et voie.